# Hans-Joachim Eckstein (Metallurg)
Hans-Joachim Eckstein (* 13. Februar 1931 in Lengfeld; † 4. Februar 2022) war ein deutscher Metallurg und Hochschullehrer.

## Leben
Eckstein legte 1949 in Hildburghausen das Abitur ab. Anschließend arbeitete er ein Jahr lang als Hochöfner in der Maxhütte (Unterwellenborn). Von 1950 bis 1954 studierte er an der Bergakademie Freiberg Eisenhüttenkunde, danach wirkte er als wissenschaftlicher Mitarbeiter am Eisenhütteninstitut der Bergakademie. Im Jahr 1957 wurde er zum Dr.-Ing. promoviert. Nach einer Tätigkeit im Stahl- und Walzwerk Hennigsdorf kam er 1960 an die Bergakademie zurück. Er wurde Dozent für Sonderstahlkunde und absolvierte 1965 seine Habilitation. 1966 berief ihn die Bergakademie Freiberg zum Professor mit Lehrauftrag für Sonderstahlkunde. Im Jahr 1969 wurde er ordentlicher Professor für Eisenwerkstoffe und Leiter des gleichnamigen Wissenschaftsbereichs. Die Universität Miskolc ernannte ihn 1974 zum Ehrendoktor.
1992 verließ er auf eigenen Wunsch die Bergakademie. Er wirkte als wissenschaftlicher Mitarbeiter im Technologiezentrum ATZ-EVUS in Sulzbach-Rosenberg, bis er 1996 in den Ruhestand trat. Hans-Joachim Eckstein starb am 4. Februar 2022 im Alter von 90 Jahren.

## Veröffentlichungen (Auswahl)
- Die Erzeugung von Qualitäts- und Edelstählen nach einem Schlacken-Legierungsverfahren und ihre Ergebnisse. Dissertation, Bergakademie Freiberg, 1957 (Digitalisat)
- Nichtmetallische Verunreinigungen im Stahl. Habilitationsschrift, Bergakademie Freiberg, 1966
- Wärmebehandlung von Stahl : metallkundliche Grundlagen. Deutscher Verlag für Grundstoffindustrie Leipzig, 1969
- Werkstoffkunde : Stahl und Eisen. Deutscher Verlag für Grundstoffindustrie Leipzig (2 Bände, 1971 und 1972)
- Schattenstreifen, das Ergebnis lokaler Temperaturgradient-Zonenschmelzprozesse. Deutscher Verlag für Grundstoffindustrie Leipzig., 1973
- Technologie der Wärmebehandlung von Stahl. Deutscher Verlag für Grundstoffindustrie Leipzig., 1977
- Mikrolegieren von Stahl. Deutscher Verlag für Grundstoffindustrie Leipzig., 1984, ISBN 3-8169-0005-4
- Moderne Technologien zur Erzeugung von Eisen und Stahl. Deutscher Verlag für Grundstoffindustrie Leipzig., 1987, ISBN 3-342-00885-7
- Korrosionsbeständige Stähle. Deutscher Verlag für Grundstoffindustrie Leipzig., 1990, ISBN 3-342-00297-2